# Liste der Baudenkmale in Oderaue
In der Liste der Baudenkmale in Oderaue sind alle Baudenkmale der brandenburgischen Gemeinde Oderaue und ihrer Ortsteile aufgelistet. Grundlage ist die Veröffentlichung der Landesdenkmalliste mit dem Stand vom 31. Dezember 2021.

## Legende
In den Spalten befinden sich folgende Informationen:
- ID-Nr.: Die Nummer wird vom Brandenburgischen Landesamt für Denkmalpflege vergeben. Ein Link hinter der Nummer führt zum Eintrag über das Denkmal in der Denkmaldatenbank. In dieser Spalte kann sich zusätzlich das Wort Wikidata befinden, der entsprechende Link führt zu Angaben zu diesem Denkmal bei Wikidata.
- Lage: die Adresse des Denkmales und die geographischen Koordinaten. Link zu einem Kartenansichtstool, um Koordinaten zu setzen. In der Kartenansicht sind Denkmale ohne Koordinaten mit einem roten beziehungsweise orangen Marker dargestellt und können in der Karte gesetzt werden. Denkmale ohne Bild sind mit einem blauen bzw. roten Marker gekennzeichnet, Denkmale mit Bild mit einem grünen beziehungsweise orangen Marker.
- Bezeichnung: Bezeichnung in den offiziellen Listen des Brandenburgischen Landesamtes für Denkmalpflege. Ein Link hinter der Bezeichnung führt zum Wikipedia-Artikel über das Denkmal.
- Beschreibung: die Beschreibung des Denkmales
- Bild: ein Bild des Denkmales und gegebenenfalls einen Link zu weiteren Fotos des Baudenkmals im Medienarchiv Wikimedia Commons

## Denkmalbereich
| ID-Nr.   | Lage              | Bezeichnung                                                                                        | Beschreibung | Bild           |
| -------- | ----------------- | -------------------------------------------------------------------------------------------------- | --- | -------------- |
| 09180192 | Altwustrow (Lage) | Satzung zum Schutz des Denkmalbereiches Altreetz, Ortslage Altwustrow, Landkreis Märkisch-Oderland | Wichtig für das Ortsbild sind die Wohnhäuser mit ihren Scheunen und Stallgebäuden. Die Linden am Anger wurden 1875 gepflanzt. | weitere Bilder |

## Baudenkmale in den Ortsteilen

### Altmädewitz
Auf dem Gebiet des Ortes wurden Scherben aus spätslawische Scherben aus dem 11./12. Jahrhundert gefunden. Der heutige Ort bestand schon im Mittelalter, eine erste Erwähnung gab es 1349 als „Medewitz“. Hier lebten Fischer, mit Trockenlegung des Oderbruches wurde Landwirtschaft betrieben. Im Jahre 1830 brannten mehrere Höfe ab, 1838 wurde das Dorf überschwemmt. Seit 1997 gehört es zur Gemeinde Oderaue.
| ID-Nr.   | Lage                    | Bezeichnung                                                              | Beschreibung | Bild                                                                     |
| -------- | ----------------------- | ------------------------------------------------------------------------ | --- | ------------------------------------------------------------------------ |
| 09180217 | Dorfplatz (Lage)        | Dorfkirche                                                               | Die Kirche wurde am 19. November 1837 eingeweiht. Es ist ein rechteckiger Saalbau mit einem Satteldach. Der Turm im Westen der Kirche ist dreigeschossig und hat ein flaches Pyramidendach, die Turmecken haben stumpfe Pfeiler. Die Ausstattung im Inneren ist aus der Bauzeit. | weitere Bilder                                                           |
| 09180949 | Chausseestraße 5 (Lage) | Hofanlage mit Wohnhaus und zwei Stallgebäuden                            | Der Hof wurde 1928 gegründet, das Haus wurde 1928/1929 erbaut. Zum Hof gehören zwei Stallgebäude. Das Wohnhaus ist zweigeschossig mit einem Satteldach. | Hofanlage mit Wohnhaus und zwei Stallgebäuden                            |
| 09180950 | Dorfplatz 2 (Lage)      | Wohnhaus                                                                 | Das Wohnhaus war Teil eines HofeSeite Es wurde um 1780 erbaut. Es ist ein eingeschossiges, giebelständiges Fachwerkhaus mit einem Drempel. Das Dach ist ein Krüppelwalmdach. Im Inneren befindet sich eine Schwarze Küche.                                                       | Wohnhaus                                                                 |
| 09180917 | Dorfplatz 8 (Lage)      | Hofanlage mit Wohnhaus, Waschküche, zwei Stallgebäuden und zwei Scheunen | Das Wohnhaus des Hofes ist ein eingeschossiges, traufständiges Haus mit einem Satteldach. Der Stall für Großvieh wurde 1860/1870 erbaut. Der Stall für das Kleinvieh wurde um 1930 erbaut.                                                                                       | Hofanlage mit Wohnhaus, Waschküche, zwei Stallgebäuden und zwei Scheunen |

### Altreetz
Bereits in der Jungsteinzeit siedelten hier Menschen. Im Jahre 1994 wurden nordwestlich Hinweise auf eine Befestigungsanlage gefunden. Erwähnt wurde Altreetz das erste Mal im Jahre 1339. Im Dreißigjährigen Krieg wurde das Dorf niedergebrannt. Im Jahre 1824 wurden durch ein Feuer die Kirche, die Häuser um den Dorfplatz und weitere Gebäude zerstört. Bei dem Wiederaufbau wurde das Dorf mit einer anderen Struktur aufgebaut. Mitte des 19. Jahrhunderts wurde Altreetz zu einem Zentrum für die umliegenden Dörfer. Neben einer Apotheke, einem Arzt gab es Handwerker und Händler. Im Jahre 1892 erhielt Altreetz einen Bahnhof an der Bahnstrecke Wriezen–Jädickendorf.
| ID-Nr.   | Lage                              | Bezeichnung                                                   | Beschreibung | Bild           |
| -------- | --------------------------------- | ------------------------------------------------------------- | --- | -------------- |
| 09182160 | Am Dorfplatz, Mittelstraße (Lage) | Spritzenhaus                                                  | Das Spritzenhaus liegt zwischen Kirche und Mittelstraße, der Giebel zeigt zum Dorfplatz. An der Giebelseite zum Dorfplatz hon befindet sich ein gebäudebreites Holztor mit einer Schlupftür. Das Spritzenhaus wurde 1830 erbaut, 1901 wurde an dem vom Dorfplatz abstehende Giebelseite ein Anbau errichtet. Das ursprüngliche Spritzenhaus ist ein Fachwerkgebäude, der Anbau besteht aus Ziegel, über beiden Teilen des Gebäudes befindet sich ein Satteldach. Traufseitig befindet sich am Anbau ein Fenster mit einem geschmückten Sturz. | Spritzenhaus   |
| 09181414 | Am Dorfplatz 2 (Lage)             | Landwarenhaus                                                 | Das Landwarenhaus wurde von 1955 bis 1956 als Typenhaus im Stil der damaligen DDR-Architektur erbaut. Es ist ein eingeschossiger, verputzter Bau mit einem Walmdach. Auf dem Dach befindet sich eine Fledermausgaube. Die Fassade zum Vorplatz ist geprägt von fünf großen Fenstern mit einem Sockel und einem flachbogigen Sturz. Der Eingang war ursprünglich in der Mitte der fünf Fenster, wurde 1978, als der Laden zur Selbstbedienung umgebaut wurde, an die linke Ecke verlegt. Der Eingang wurde nach 2005 wieder zurückgebaut. Vor dem Landwarenhaus befindet sich eine Plattform mit drei Stufen. Genutzt wurde das Gebäude als Laden für den täglichen bedarf des Ortes. | Landwarenhaus  |
| 09180301 | Am Dorfplatz 5 (Lage)             | Dorfkirche                                                    | Die heutige Kirche ist die vierte an diesem Standort. Eingeweiht wurde die Kirche am 2. November 1828. Es ist ein rechteckiger Saalbau mit einem Turm im Westen. Im Inneren befindet sich ein Kanzelaltar aus dem Jahr 1848. | weitere Bilder |
| 09182161 | Ausbauten 2 (Lage)                | Loosegehöft, bestehend aus Wohnhaus, Stallgebäude und Scheune | Der Hof wurde nach der Separation im Jahre 1828 angelegt, die Gebäude stammen im wesentlichen noch aus der Bauzeit. Das Wohnhaus ist ein eingeschossiger Fachwerkbau mit einem Drempel. Der Eingang ist zum Garten hin, hier ist eine Laube erbaut worden, das Zwerchhaus mit Loggia wurde 1910 hinzugefügt. Das Dach ist ein Krüppelwalmdach. | BW             |
| 09182165 | Ausbauten 4 (Lage)                | Loosegehöft, bestehend aus Wohnhaus, Stallgebäude und Scheune | Auch dieses Gehöft wurde nach der Separation 1828 außerhalb des Ortes angelegt. Der ursprüngliche Vierseithof ist nicht mehr komplett erhalten, die Scheune wurde nach einem Brand 1945 wieder neu aufgebaut. Das Wohnhaus ist ein Fachwerkhaus mit einem Krüppelwalmdach. Im Haus befindet sich die Amtstube des Gerichtsschulzen, der den Hof bis 1914 besaß. In der Amtstube befinden sich noch Details aus der Bauzeit. Das Stallgebäude wurde 1860 aus Ziegel erstellt. | BW             |
| 09182169 | Ausbauten 5 (Lage)                | Wohnhaus eines Loosegehöfts                                   | Das Wohnhaus wurde 1938 als Teil eine Vierseithofes erbaut; von dem Gebäude des Hofes ist nur ein später hinzugefügter Stall übrig. Zum Hof gehörten 19, 70 Hektar Land und ein Fischereirecht. Das Wohnhaus ist ein Fachwerkhaus mit einem Grundriss von 15 mal 18 Meter und einen Krüppelwalmdach. Beide Traufseiten haben in der Mitte der Fassade einen Eingang, seitlich davon befinden sich jeweils drei Fenster. Der Grundriss im Inneren ist erhalten geblieben. | BW             |
| 09182170 | Bahnhofstraße 9 (Lage)            | Postgebäude                                                   | Das Postgebäude ist heute nur noch ein Wohnhaus. Erbaut wurde es bon 1890 bis 1891 als Postamt mit Wohnung. Es ist ein eingeschossiges, verputzter Bau mit einem Drempel und einem flach geneigten Pfettendach. Die Fassade ist mit Putz und Ziegel gegliedert. In der Mitte befindet sich der Eingang in einem Risalit und einem Zwerchhaus. Erdgeschoss und Drempel sind durch ein Gurtsims gegliedert, ebenso sind die Rahmungen der Fenster mit Ziegel betont. | Postgebäude    |
| 09182171 | Freienwalder Straße 14 (Lage)     | Wohnhaus                                                      | Die Hofanlage ist nach 1853 entstanden, das Wohnhaus wurde um 1900 durch eine Putzfassade verändert. Die Fassade ist mit einem mittigen Eingang und je drei Fenster auf jeder Seite symmetrisch gegliedert. Gedeckt ist das Haus mit einem Satteldach. Vor dem Eingang befindet sich eine kleine Freitreppe. | Wohnhaus       |
| 09182172 | Wriezener Straße 9 (Lage)         | Landambulatorium                                              | Das Landambulatorium befindet sich am südlichen Ortsrand. Es wurde 1957 als Gesundheitseinrichtung für Altreetz und die umliegenden Dörfer erbaut. Im Jahre 2001 wurde das obere Geschoss als Wohnungen ausgebaut, unten befinden sich weiter Arztpraxen. Das Gebäude ist ein langgestreckter Putzbau im Stil der damaligen DDR-Architektur und entstand wohl nach einem Musterentwurf. Es ein Bau mit einem Walmdach. | BW             |

### Altwustrow
Auf dem Gebiet des Ortes siedelten schon zur Früheisenzeit Menschen. Erstmals erwähnt wurde der Ort im Jahre 1450 als „Wustrowe“. Im Dreißigjährigen Krieg wurde der Ort in Brand gesetzt. Mit Gründung von Neuwustrow nach der Odertrockenlegung im Jahre 1755 wurde der Ort in Altwustrow umbenannt. Zu der Zeit wurden aus den Fischern Bauern. Zwei Dorfbrände gab es in den Jahren 1811 und 1812. Danach wurde der Anger mit der Kirche wieder aufgebaut. Seit 1997 ist Altwustrow ein Teil von Oderaue und gehört somit zum Amt Barnim-Oderbruch.
| ID-Nr.                           | Lage                  | Bezeichnung                                      | Beschreibung | Bild                                           |
| -------------------------------- | --------------------- | ------------------------------------------------ | --- | ---------------------------------------------- |
| 09180310                         | Angerstraße (Lage)    | Dorfkirche                                       | Die Kirche wurde am 18. Oktober 1789 eingeweiht. Der Turm wurde im Jahre 1832 hinzugefügt. Die Kirche ist ein Saalbau mit einem Krüppelwalmdach. Die Decke im Inneren zeigt heute christliche Symbole im Stil des Spätklassizismus. Der Kanzelaltar wurde 1789 erstellt. Der Taufengel wurde um 1790 hergestellt.                                | weitere Bilder                                 |
| 09181564 Teilobjekt zu: 09180310 | Angerstraße (Lage)    | Taufengel                                        | Der Taufengel stammt aus der Zeit Ende 18./Anfang 19. Jahrhundert. | BW                                             |
| 09181047 Teilobjekt zu: 09180310 | Angerstraße (Lage)    | Orgel                                            | Von der Firma Dinse und Lang im Jahr 1845 gefertigte Orgel, die 1978 von der Eberswalder Orgelbauwerkstatt umgebaut wurde, wobei die Disposition geändert wurde. | BW                                             |
| 09181171 Teilobjekt zu: 09180310 | Angerstraße (Lage)    | Glocke                                           | Im Jahr 1832 von Glockengießer Ernst Ludwig Wilhelm Thiele angefertigte Glocke. | BW                                             |
| 09180948                         | Angerstraße (Lage)    | Spritzenhaus                                     | Das Spritzenhaus befindet sich am Anger. Es wurde nach 1812 erbaut. Es ist ein kleines Fachwerkhaus mit einem Krüppelwalmdach. | Spritzenhaus                                   |
| 09180946                         | Angerstraße 4 (Lage)  | Hofanlage mit Wohnhaus, Stallgebäude und Scheune | Der ehemalige Vierseithof befindet sich auf der Westseite des Angers. Das Wohnhaus stammt aus dem Jahr 1765 und steht giebelseitig zum Anger, um 1930 erhielt es einen Anbau (Angerstraße 3). Es gilt als letzter Vertreter der ursprünglichen Hofbauten des Dorfes vor dem Ortsbrand. Zum Anwesen gehören mehrere Fachwerkscheunen und -ställe. | weitere Bilder                                 |
| 09180825                         | Angerstraße 6 (Lage)  | Wohnhaus mit Stallgebäude                        | Das Wohnhaus mit dem Stallgebäude war mal ein Dreiseithof. Das Haus wurde 1816 erbaut, der Vorgängerbau war abgebrannt. Es ist ein eingeschossiges Haus mit einem Krüppelwalmdach. Vor der mittleren Achse von sieben Achsen befindet sich der Eingang, davor eine Freitreppe. Das Staagebäude wurde 1812 erbaut.                                | Wohnhaus mit Stallgebäude                      |
| 09180947                         | Angerstraße 16 (Lage) | Hofanlage mit Wohnhaus, und zwei Stallgebäuden   | Das Wohnhaus des Hofes wurde 1812 erbaut, der Vorgängerbau war 1811 abgebrannt. Es ist ein eingeschossiges, traufenständiges Haus mit einem Krüppelwalmdach. Hier befand sich von 1881 bis 1893 eine Molkerei. | Hofanlage mit Wohnhaus, und zwei Stallgebäuden |
| 09180826                         | Angerstraße 17 (Lage) | Wohnhaus mit zwei Stallgebäuden                  | Das Wohnhaus mit den Ställen war Teil eines VierseithofeSeite Auch dieses Haus und die Ställe wurde 1812 nach einem Brand erbaut. Das Wohnhaus ist ein eingeschossiges Fachwerkhaus mit einem Krüppelwalmdach und einem Drempel. | Wohnhaus mit zwei Stallgebäuden                |

### Croustillier
Das ehemalige Vorwerk wurde 1768 angelegt. Der Name leitet sich von französischen la Croustille (deutsch: Kruste) ab, (Alt)Ranft ist der mittelhochdeutsche Begriff für Kruste.
| ID-Nr.   | Lage         | Bezeichnung                                                                          | Beschreibung | Bild                                                                                 |
| -------- | ------------ | ------------------------------------------------------------------------------------ | --- | ------------------------------------------------------------------------------------ |
| 09180956 | L 281 (Lage) | Grenzstein an der ehemaligen Kreisgrenze, Abschnitt 40, zwischen Kilometer 2 und 2,2 | Der Grenzstein befindet sich an der östlichen Straßenseite etwa 300 Meter vor dem Ortseingang von Altranft kommend. Der Grenzstein markiert die Grenze zwischen den Kreisen Oberbarnim und Königsberg (Neumark). | Grenzstein an der ehemaligen Kreisgrenze, Abschnitt 40, zwischen Kilometer 2 und 2,2 |

### Neuküstrinchen
Neuküstrinchen entstand ab 1755 als Kolonistendorf. Die Häuser wurden auf Siedlungshügel aus Vorsorge vor einem Hochwasser errichtet. Es wurden drei verschiedene Typen von Häuser erbaut, die Größe richtete sich nach der Größe des Hofes. Die Siedler kamen aus Oberösterreich, der Kurpfalz und aus Polen. Im Jahre 1776 lebten 192 Personen im Dorf. Diese Anlage des Dorfes ist heute noch sichtbar.
| ID-Nr.            | Lage   | Bezeichnung | Beschreibung | Bild           |
| ----------------- | ------ | ----------- | --- | -------------- |
| 09180584 Wikidata | (Lage) | Dorfkirche  | Die evangelische Kirche wurde von 1878 bis 1880 erbaut. Der Vorgängerbau stammt aus dem 18. Jahrhundert, sie existierte bereits 1761. Die Kirche ist ein Ziegelbau, der Grundriss ist kreuzförmig. Die Länge der Kirche beträgt etwa 40 Meter, ursprünglich waren 1400 Sitzplätzen vorhanden. Die Ausstattung im Inneren ist aus der Bauzeit, die Orgel wurde 1905 errichtet. Die Glocke wurde 1904 in Apolda von Franz Schilling gegossen. | weitere Bilder |

### Neureetz
Die ehemaligen Dörfer Adlig Reetz und Königlich Reetz haben sich 1952 zur Gemeinde Neureetz zusammengeschlossen. Die Namen der Dörfer sind in den Straßennamen erhalten geblieben. Die beiden Dörfer wurde ab 1755 nach der Trockenlegung des Oderbruches angelegt. In beiden Dörfer siedelten etwa 58 Familien.
| ID-Nr.   | Lage                      | Bezeichnung                                                             | Beschreibung | Bild                                                                    |
| -------- | ------------------------- | ----------------------------------------------------------------------- | --- | ----------------------------------------------------------------------- |
| 09180592 | Adlig Reetz (Lage)        | Ortslage des Kolonistendorfes Neureetz, „Adlig Reetz“                   | Adlig Reetz entstand nach der Trockenlegung des Oderbruches. Im Jahre 1814 wurden 49 von 57 Höfen durch einen Brand zerstört. Das Dorf wurde wieder aufgebaut und besteht seitdem fast unverändert. | BW                                                                      |
| 09180957 | Adlig Reetz 15 (Lage)     | Hofanlage mit Wohnhaus, zwei Stallgebäuden und Vorgarten                | Die Anlage wurde wahrscheinlich nach dem Dorfbrand im Jahre 1814 errichtet. Ursprünglich war das ein Vierseithof, heute stehe noch das Wohnhaus und zwei Ställe. | Hofanlage mit Wohnhaus, zwei Stallgebäuden und Vorgarten                |
| 09180960 | Adlig Reetz 20 (Lage)     | Hofanlage mit Wohnhaus, Stallgebäude, Stallscheune und Vorgarten        | Die Anlage wurde wahrscheinlich nach dem Dorfbrand im Jahre 1814 errichtet. Um das Jahr 1900 wurde das Wohnhaus als Landarbeiterunterkunft umgebaut. Das Stallgebäude wurde in der ersten Hälfte des 18. Jahrhunderts erbaut. die Stallscheune um das Jahr 1900. | Hofanlage mit Wohnhaus, Stallgebäude, Stallscheune und Vorgarten        |
| 09180955 | Adlig Reetz 29 (Lage)     | Wohnhaus mit Vorgarten                                                  | Das Wohnhaus wurde im Jahr 1815 erbaut. Das Wohnhaus ist eingeschossig und hat ein Satteldach. Vor dem Eingang befindet sich ein Eingangslaube aus Holz. | BW                                                                      |
| 09180961 | Adlig Reetz 31 (Lage)     | Wohnhaus mit Vorgarten                                                  | Die Anlage wurde wahrscheinlich nach dem Dorfbrand im Jahre 1814 errichtet. Es ist ein eingeschossiges Wohnhaus mit Krüppelwalmdach. | Wohnhaus mit Vorgarten                                                  |
| 09180595 | Adlig Reetz 42 (Lage)     | Kolonistenhaus                                                          | Die Anlage wurde wahrscheinlich nach dem Dorfbrand im Jahre 1814 errichtet. Es ist das Haus eines Mittelbauers. Errichtet wurde es als Fachwerkhaus mit Satteldach. | Kolonistenhaus                                                          |
| 09180962 | Adlig Reetz 44 (Lage)     | Hofanlage mit Wohnhaus, zwei Stallgebäuden, Vorgarten und Einfriedung   | Die Hofanlage liegt am Ortsrand. Die Anlage wurde wahrscheinlich im Jahre 1800 errichtet. | Hofanlage mit Wohnhaus, zwei Stallgebäuden, Vorgarten und Einfriedung   |
| 09180596 | Königlich Reetz (Lage)    | Grabstätte der Eltern Gustav Schülers, auf dem Friedhof Königlich Reetz | Gustav Schüler war ein deutscher Dramatiker, Heimatdichter, Volksschullehrer. Er wuchs in Königlich Reetz Nr. 23 in ärmlichen Verhältnissen auf. Das Grabstein der Eltern ist schwarz mit einem hell abgesetzten Feld. | Grabstätte der Eltern Gustav Schülers, auf dem Friedhof Königlich Reetz |
| 09180594 | Königlich Reetz 53 (Lage) | Hofanlage mit Wohnhaus, Stallgebäude und Scheune                        | Der ehemalige Vierseithof wurde um 1830/1840 errichtet. Heute stehen von dem Hof noch das Wohnhaus, ein Stall und eine Scheune. Das Wohnhaus ist ein eingeschossiges, traufständiges Haus mit einem Krüppelwalmdach. Das Haus hat sechs Achsen, sie sind unterschiedlich breit. So befindet sich der Eingang zentral in der vierten Achse von links. Der Stall wurde im letzten Drittel des 19. Jahrhunderts, die Durchfahrtscheune im späten 18. Jahrhundert erbaut. | Hofanlage mit Wohnhaus, Stallgebäude und Scheune                        |

### Neurüdnitz
Auf dem Gebiet von Neurüdnitz wurden Gegenstände aus der Eisenzeit gefunden. Das heutige Neurüdnitz entstand ab 1754 auf dem Gebiet von Rüdnitz einem Ortsteil vom heutigen Cedynia. Der Ort entwickelte sich um den Fluss Schneller Strom. Der Ort wurde mehrmals von Hochwasser heimgesucht, unter anderem 1838.
| ID-Nr.   | Lage                 | Bezeichnung                                                               | Beschreibung | Bild           |
| -------- | -------------------- | ------------------------------------------------------------------------- | --- | -------------- |
| 09180914 | (Lage)               | Strombrücke über die Oder                                                 | Die ursprüngliche Brücke wurde 1892 erbaut. Sie war Teil der Bahnstrecke Wriezen–Jädickendorf. Im Jahre 1945 wurde die Brücke von der Wehrmacht gesprengt. Von 1955 bis 1957 wurde die Brücke wieder aufgebaut. Genutzt wurde die Brücke nie, sie war nur für den militärischen Krisenfall als Oderüberbrückung gedacht. Die Brücke besteht aus sieben Stahlfachwerkbrücken und ist insgesamt 690 Meter lang. | weitere Bilder |
| 09180597 | Neurüdnitz 7 (Lage)  | Hofanlage mit Wohnhaus, zwei Stallgebäuden, Einfriedung und Nutzgarten    | | BW             |
| 09182235 | Neurüdnitz 18 (Lage) | Hofanlage, bestehend aus Wohnhaus und Stallgebäude                        | | BW             |
| 09180143 | Neurüdnitz 79 (Lage) | Hofanlage, bestehend aus Wohnhaus, Hoftor, Scheune und zwei Stallgebäuden | Die Hofanlage eine Mittelkolonisten mit etwa 45 Morgen ist noch vollständig erhalten. Das Wohnhaus wurde um 1900 erbaut. Es ist ein eingeschossiges, traufständiges Haus mit einem Satteldach. | BW             |

### Neuwustrow
Neuwustrow wurde ab 1755 errichtet. Es war eine königliche Gründung.
| ID-Nr.   | Lage                | Bezeichnung                             | Beschreibung | Bild             |
| -------- | ------------------- | --------------------------------------- | --- | ---------------- |
| 09180944 | Ratsstraße (Lage)   | Friedhofskapelle                        | Die Leichenhalle wurde 1897 erbaut, ursprünglich war es ein Erbbegräbnis einer Großbauernfamilie Breitkreutz. Es ist ein quadratischer Ziegelbau mit einem Walmdach.                               | Friedhofskapelle |
| 09180945 | Ratsstraße 4 (Lage) | Hofanlage mit Wohnhaus und Stallscheune | Das Wohnhaus der Hofanlage wurde 1754 errichtet. Es ist ein traufständiges, eingeschossiges Haus mit einem Satteldach. Es ist das älteste Haus des Ortes. Die Scheune des Hofes wurde 1788 erbaut. | weitere Bilder   |

### Wustrow
| ID-Nr.   | Lage                                 | Bezeichnung                                                                          | Beschreibung | Bild |
| -------- | ------------------------------------ | ------------------------------------------------------------------------------------ | ------------ | ---- |
| 09182227 | Friedrichshofer Weg 1-5, 8, 9 (Lage) | Gutsanlage, bestehend aus Gutshaus (Ruine) und Wirtschaftshof mit drei Stallgebäuden |              | BW   |

### Zäckericker Loose
Zäckericker Loose ist eine Streusiedlung. Das erste Mal wurde der Ort im Jahre 1355 erwähnt. Nach der Trockenlegung des Oderbruches wurde der Ort wesentlich erweitert. Dabei teilte der neue Flussverlauf das Dorf. 1754/1755 erbaute man in der Nähe des Ortsteils Zollbrücke eine Brücke. Im Jahre 1892 erhielt der Ort einen Bahnanschluss an der Bahnstrecke Wriezen–Jädickendorf.
| ID-Nr.   | Lage                        | Bezeichnung                                                                      | Beschreibung | Bild |
| -------- | --------------------------- | -------------------------------------------------------------------------------- | --- | ---- |
| 09180878 | Zäckericker Loose 11 (Lage) | Loosengehöft eines Großbauern, bestehend aus Wohnhaus, zwei Ställen und Speicher | Das Loosengehöft wurde um 1860 errichtet. Es war wahrscheinlich ein Vierseithof mit einem Wohnhaus, zwei Ställen und einer Scheune. Die Scheune ist heute nicht mehr vorhanden. | BW   |

### Zollbrücke
Zollbrücke entstand im 18. Jahrhundert nach der Oderregulierung. Den Namen erhielt der Wohnplatz nach einer Zollbrücke über die Oder im Jahre 1755. Ab 1756 gab es ein Dammkrug. Ab 1805 gab es ier eine Kettenfähre, die bis Ende 1945 im Betrieb war. Die Hofanlagen des Ortes sind aus der zweiten Hälfte des 19. Jahrhunderts.
| ID-Nr.                           | Lage                 | Bezeichnung                                                                             | Beschreibung | Bild                       |
| -------------------------------- | -------------------- | --------------------------------------------------------------------------------------- | --- | -------------------------- |
| 09180868                         | Zollbrücke 5 (Lage)  | Wohnhaus                                                                                | Das Haus wurde in der ersten Hälfte des 19. Jahrhunderts erbaut. Es hat zum Fluss ein Geschoss und zur Landseite zwei Geschosse. Es ist ein Fachwerkhaus mit Satteldach. An jeder Traufenseite gibt es einen Eingang.                                                   | weitere Bilder             |
| 09180749                         | Zollbrücke 10 (Lage) | Dammmeistergehöft, bestehend aus Wohn- und Verwaltungsgebäude, Scheune und Stallgebäude | Das Dammmeistergehöft liegt am Deich. Es ist in der Region das einzige seiner Art, weitgehend unverändert erhalten blieb. Es besteht aus einem Wohnhaus an der Zufahrtsstraße zum Deich, südlich davon schließen sich auf dem Grundstück Fachwerkscheune und -stall an. | weitere Bilder             |
| 09181821 Teilobjekt zu: 09180749 | Zollbrücke 10 (Lage) | Wohn- & Verwaltungsgebäude                                                              | Das Wohnhaus des Dreiseithofes entstand in der zweiten Hälfte des 18. Jahrhunderts. Es ist ein Putzbau mit Satteldach. Das Haus hat zum Deich ein Geschoss und zur Landseite zwei Geschosse.                                                                            | Wohn- & Verwaltungsgebäude |
| 09181822 Teilobjekt zu: 09180749 | Zollbrücke 10 (Lage) | Scheune                                                                                 | Scheune und Stall sind Fachwerkbauten vom Ende des 19. Jahrhunderts. | Scheune                    |
| 09181821 Teilobjekt zu: 09180749 | Zollbrücke 10 (Lage) | Stall                                                                                   | | Stall                      |